# Louis Eugène Varlin
Louis Eugène Varlin (Claye-Souilly (Seine-et-Marne), 1839 - Paris, 28 de maio de 1871) foi um sindicalista e anarquista francês.
Nasceu numa família de camponeses pobres. Em 1857, participa na fundação da sociedade de socorro mútuo dos encadernadores. Em 1864-1865, anima a greve dos trabalhadores encadernadores parisienses. Torna-se presidente da sociedade de socorro mútuo dos encadernadores que ajudou a criar.
Em 1864 é criada a Associação Internacional dos Trabalhadores (AIT), conhecida sob o nome de Primeira Internacional. Eugène adere em 1865 e participa, com o seu irmão Louis e Nathalie Lemel, na primeira greve dos encadernadores. É delegado em 1865 e 1866 aos primeiros congressos da AIT, em Londres e em Genebra.
No mesmo ano, cria a Sociedade de Solidariedade dos Trabalhadores Encadernadores de Paris, cujos estatutos evocam a necessidade "de procurar a melhoria constante das condições de existência dos trabalhadores encadernadores em especial, e, em geral, dos trabalhadores de todas as profissões e os todos os países, e de conduzir os trabalhadores à posse dos seus instrumentos de trabalho".
Contribui para a criação a 14 de Novembro de 1869 da Federação parisiense das sociedades operárias, que passa à escala nacional e tornar-se-á ulteriormente a CGT.
Eugène Varlin participa na criação de uma cooperativa, La Ménagére (a Dona de casa), em 1867, e na abertura em 1868 de um restaurante cooperativo, La Marmite (a Marmita). Este último contará 8.000 membros e só encerrará após a Comuna.
Em 1869 e 1870, Varlin é preso várias vezes devido às greves impulsionadas pela AIT em França. Em 1870, a secção parisiense da AIT publica um manifesto contra a guerra. Eugène Varlin constitui secções do Internacional em Lyon, Creusot e em Lille.
Com a queda do Império, Varlin faz parte em Setembro de 1870 do Comité Central republicano dos Vinte Distritos de Paris, e torna-se membro do Comité Central da Guarda Nacional pelo 193.º batalhão do qual é o comandante. É removido do seu comando após a revolta de 31 de Outubro contra a política efectuada pelo Governo da Defesa Nacional. Durante o Inverno e o cerco de Paris pelos Prussianos, ocupa-se da alimentação dos mais necessitados fornecendo as "marmitas de Varlin" contando com a ajuda de Nathalie Lemel e torna-se secretário do conselho da AIT para a França. A 8 de Fevereiro de 1871, é candidato, sem sucessos, como socialista revolucionário às eleições para a Assembleia nacional.
Eugéne Varlin distinguiu-se por defender a organização dos operários em grandes sindicatos, por posicionar-se contra ser a pequena produção individual a base de organização da nova sociedade socialista e pela defesa da igualdade entre Homens e Mulheres.

## Comuna de Paris
A 18 de Março de 1871, participa na tomada da Praça Vendôme. A 24 de Março, participa na redacção do programa das secções parisienses da AIT. É eleito a 26 de Março para o conselho da Comuna pelos VIº, por XIIº e XVIIº distritos, e nomeado à sua comissão de finanças. Assegura a ligação entre a Comuna e as sociedades operárias.

Eugène Varlin by Vallotton.

No decorrer da Semana Sangrenta, a 28 de Maio, Eugène Varlin é reconhecido na rua e detido, sendo conduzido à Montmartre, onde é linchado e finalmente fuzilado pelas tropas do Versalhes.
http://periodicos.uem.br/ojs/index.php/EspacoAcademico/article/view/12645/6701
http://www.revistas.ufg.br/index.php/historia/article/view/18143